# Dämmerungsschalter

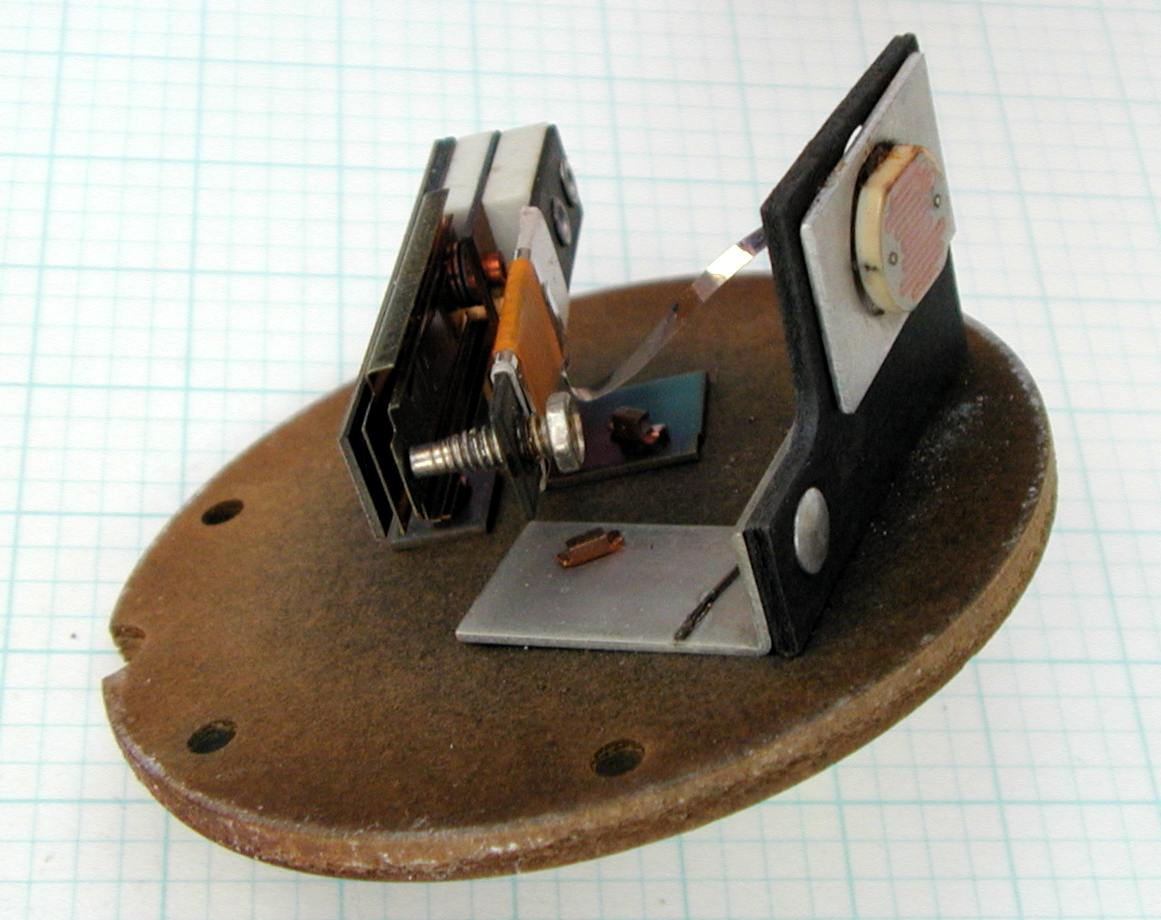
US-amerikanischer, elektromechanischer Dämmerungsschalter. Aufbau aus einem lichtabhängigen Widerstand, im Dunkeln erkaltet die Heizspule des Thermo-Bimetallschalters und schaltet den Stromkreis ein.

Ein Dämmerungsschalter betätigt einen Schaltkontakt, wenn ein einstellbarer Helligkeitswert unter- oder überschritten wird.
Die meisten am Markt erhältlichen Dämmerungsschalter schalten bei beginnender Dunkelheit, wenn der Helligkeitswert unterschritten wird, also in der Abenddämmerung ihre Last (z. B. Lampe oder Straßenbeleuchtung) ein und bei beginnender Helligkeit, wenn die Helligkeitsschwelle wieder überschritten wird, also etwa in der Morgendämmerung, wieder aus.
Helligkeitsschalter
Seltener sind solche, bei denen umgekehrt bei Helligkeit ein- und bei Dunkelheit ausgeschaltet wird. Für PV-Anlagen, bei denen der Eigenverbrauch im Vordergrund steht, dienen „Helligkeitsschalter“ dazu, Elektrogeräte mit Tagesanbruch  einzuschalten. Solarregler oder Umrichter stellen üblicherweise ein Signal dafür bereit und es ist kein separates Gerät erforderlich.

## Formen

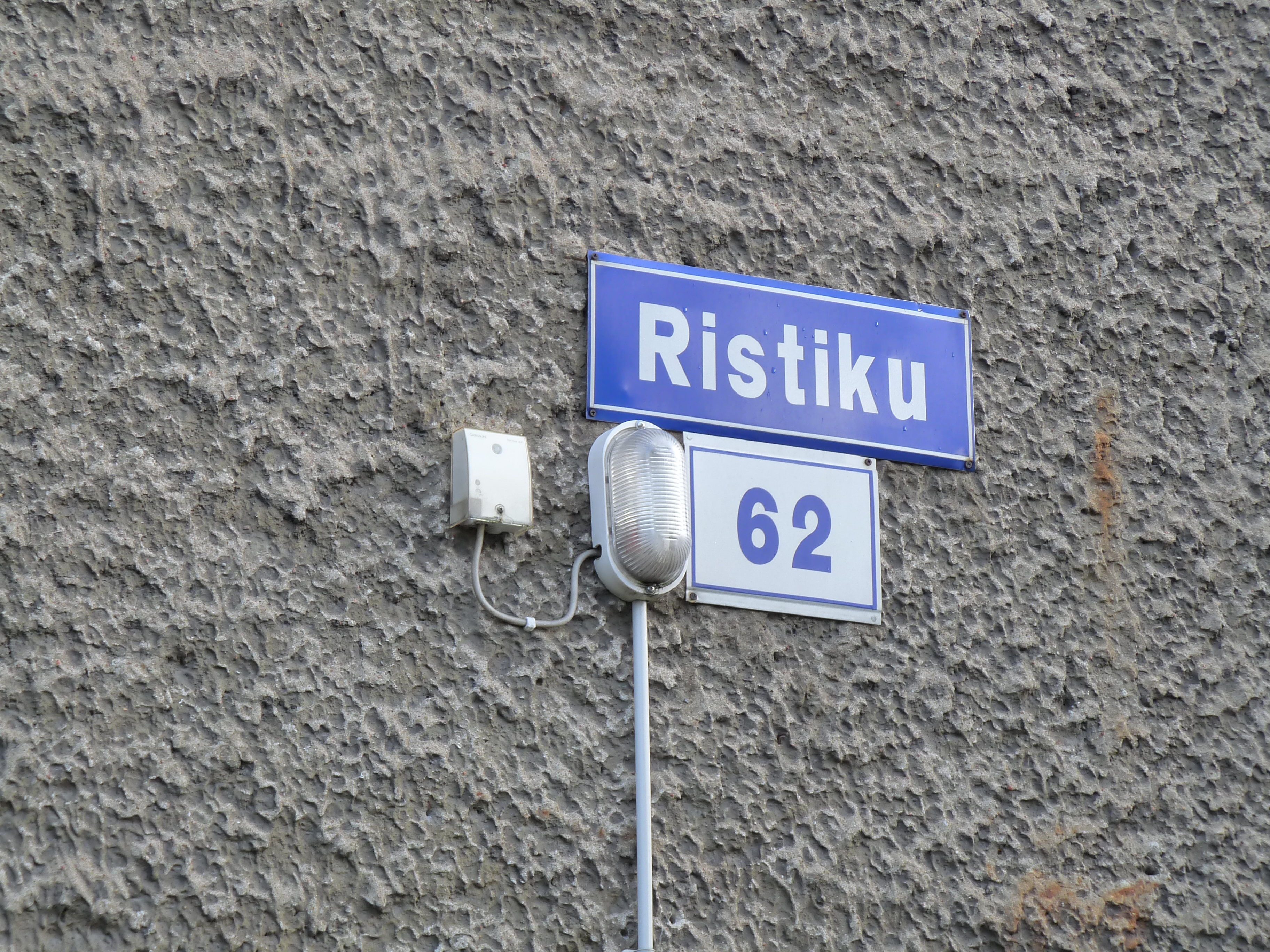
Licht mit Dämmerungsschalter in Estland.

Dämmerungsschalter gibt es mit integriertem und mit externem Sensor, letzteres ist bei solchen für DIN-Schiene häufig anzutreffen.
Oft enthalten Bewegungsmelder einen Dämmerungsschalter.

## Funktion
In älteren Dämmerungsschaltern befindet sich ein sogenannter Fotowiderstand (englisch Light Dependent Resistor, LDR), dessen lichtabhängiger Widerstand für den Schaltbefehl herangezogen wird. Heute werden dem LDR häufig Fototransistor oder Fotodiode vorgezogen. Auch LEDs eignen sich als Lichtsensor.
Das Signal wird über eine kurze Zeit geglättet und einem Transistor, Schmitt-Trigger oder Mikrocontroller zugeführt, der ein Relais oder Triac schaltet.

## Fachliteratur
- Helmut Röder, Heinz Ruckriegel, Heinz Häberle: Elektronik 1.Teil, Grundlagen Elektronik. 8. Auflage,  Verlag Europa-Lehrmittel, Wuppertal, 1980, ISBN 3-8085-3178-9
- Wilhelm Gerster: Moderne Beleuchtungssysteme für drinnen und draussen. 1. Auflage, Compact Verlag, München, 1997, ISBN 3-8174-2395-0